# Dussmosstjärnen
Dussmosstjärnen är en sjö i Karlskoga kommun i Värmland och ingår i Göta älvs huvudavrinningsområde. Sjön har en area på 0,0265 kvadratkilometer och ligger 88 meter över havet.

## Delavrinningsområde
Dussmosstjärnen ingår i det delavrinningsområde (657195-142358) som SMHI kallar för Utloppet av Möckeln. Medelhöjden är 110 meter över havet och ytan är 49,49 kvadratkilometer. Räknas de 327 avrinningsområdena uppströms in blir den ackumulerade arean 4 341,15 kvadratkilometer. Gullspångsälven (Liälven) som avvattnar avrinningsområdet har biflödesordning 2, vilket innebär att vattnet flödar genom totalt 2 vattendrag innan det når havet efter 275 kilometer. Avrinningsområdet består mestadels av skog (23 procent) och jordbruk (10 procent). Avrinningsområdet har 18,01 kvadratkilometer vattenytor vilket ger det en sjöprocent på 36,4 procent. Bebyggelsen i området täcker en yta av 9,33 kvadratkilometer eller 19 procent av avrinningsområdet.